# 列普任齊 (科洛梅亞區)
48°48′8″N 25°28′3″E / 48.80222°N 25.46750°E
列普任齊（烏克蘭語：Репужинці），是烏克蘭的村落，位於該國西部伊萬諾-弗蘭科夫斯克州，由科洛梅亚区負責管轄，面積9.26平方公里，2001年人口414，人口密度每平方公里44.7人。